# فرانسيس سيمون
فرانسيس سيمون (بالألمانية: Franz Eugen Simon)‏ (و. 1893 – 1956 م) هو فيزيائي، وأستاذ جامعي من المملكة المتحدة . ولد في برلين. وكان عضواً في الجمعية الملكية، والأكاديمية الأمريكية للفنون والعلوم .
توفي في أكسفورد، عن عمر يناهز 63 عاماً.

## جوائز
حصل على جوائز منها:
- زمالة الجمعية الملكية
- قائد وسام الامبراطورية البريطانية.

## روابط خارجية
- فرانسيس سيمون على موقع مونزينجر (الألمانية)